# Tunnel Wetzlar
Der Tunnel Wetzlar, auch Lärmschutzeinhausung Dalheim, ist ein ca. 300 m langer Straßentunnel, der die B 49 durch den Wetzlarer Stadtbezirk Dalheim führt.
Die Einhausung wurde im Jahr 2003 im Rahmen der Verbreiterung der Bundesstraße 49 auf vier Fahrspuren eröffnet. Die Tunnellösung wurde aufgrund des zu erwartenden weiteren Anstiegs der Lärmbelastung der B 49 notwendig. Der Verkehr verläuft nun durch zwei zweistreifige Röhren. Der Straßenabschnitt weist mit ca. 35.000 Fahrzeugen pro Tag eine extrem hohe Verkehrsbelastung für eine Bundesstraße auf.